# Mittelwihr
Mittelwihr je občina v departmaju Haut-Rhin francoske regije Alzacija.
Leta 1990 je v občini živelo 732 oseb oz. 302 oseb/km².